# Sasha Aneff
Sasha Aneff (Montevideo, Uruguay, 26 de junio de 1991) es un futbolista uruguayo. Juega de delantero y su equipo actual es el NorthEast United de India.

## Selección nacional
Ha sido internacional con la Selección de fútbol de Uruguay en un amistoso sub-20 vs Chile

## Clubes
| Club                      | País      | Periodo     | Liga PJ (G) |
| ------------------------- | --------- | ----------- | ----------- |
| Defensor Sporting         | Uruguay   | 2010-2011   | 3(0)        |
| Racing Club de Montevideo | Uruguay   | 2011 - 2012 |             |
| Botev Vratsa              | Bulgaria  | 2012-2013   | 0 (0)       |
| Fénix                     | Uruguay   | 2012-2013   | 0 (0)       |
| NK Domžale                | Eslovenia | 2013-2015   |             |

## Palmarés

### Campeonatos nacionales
| Título   | Club              | País    | Año  |
| -------- | ----------------- | ------- | ---- |
| Apertura | Defensor Sporting | Uruguay | 2010 |